# Gauliga Mittelrhein
La Gauliga Mittelrhein fue la liga de fútbol más importante de la provincia del Rin en el sur de Prusia en Alemania de 1933 a 1945.

## Historia
La liga fue creada en 1933 por orden de la Oficina Nazi de Deportes luego de que el régimen nazi tomara el poder en Alemania a causa del Tercer Reich. En su primera temporada participaron 11 equipos, los cuales jugaban todos contra todos a visita recíproca en donde el campeón de la liga clasificaba a la Gauliga nacional y los peores tres equipos de la temporada descendían de categoría.
En la temporada 1934/35 bajó la cantidad de equipos a 10 y así se mantuvo hasta 1939 cuando inicia la Segunda Guerra Mundial y desde 1937 el Alemannia Aarchen formaba parte de la liga luego de estar antes en la Gauliga Niederrhein.
A consecuencia de la Segunda Guerra Mundial, en la temporada 1939/40 la liga se dividió en dos grupos, el grupo norte con siete equipos y el grupo sur con seis, y los campeones de cada grupo jugaban una final para definir al campeón de liga. En la temporada 1940/41 la liga volvió a jugarse con un solo grupo hasta que al final de la temporada la liga desaparece luego de que se dividió en dos gauligas separadas: la Gauliga Köln-Aarchen y la Gauliga Moselland.

## Equipos fundadores
Estos fueron los 11 equipos que disputaron la temporada inaugural de 1933/34:
| - Mülheimer SV 06 - VfR 04 Köln - SpVgg Sülz 07 - Eintracht Trier | - Bonner FV - SV Westmark 05 Trier - Kölner CfR - Kölner SC 99 | - FV 1911 Neuendorf - Fortuna Kottenheim - SV Rhenania Köln |

## Lista de campeones
| Temporada | Campeón         | Finalista        |
| --------- | --------------- | ---------------- |
| 1933-34   | Mülheimer SV 06 | VfR 04 Köln      |
| 1934-35   | VfR 04 Köln     | Kölner CfR       |
| 1935-36   | Kölner CfR      | Tura 04 Bonn     |
| 1936-37   | VfR 04 Köln     | Kölner CfR       |
| 1937-38   | SV Beuel 06     | Alemannia Aachen |
| 1938-39   | SpVgg Sülz 07   | SSV Troisdorf 05 |
| 1939-40   | Mülheimer SV 06 | SSV Troisdorf 05 |
| 1940-41   | VfL Köln 99     | VfR 04 Köln      |

## Posiciones finales 1933-41
| Club               | 1934 | 1935 | 1936 | 1937 | 1938 | 1939 | 1940 | 1941 |
| ------------------ | ---- | ---- | ---- | ---- | ---- | ---- | ---- | ---- |
| Mülheimer SV 06    | 1    | 5    | 4    | 6    | 4    | 7    | 1    | 4    |
| VfR 04 Köln        | 2    | 1    | 7    | 1    | 8    | 5    | 4    | 2    |
| SpVgg Sülz 07      | 3    | 3    | 6    | 3    | 7    | 1    | 2    | 6    |
| Eintracht Trier    | 4    | 8    | 10   |      |      |      |      |      |
| Bonner FV          | 5    | 7    | 3    | 7    | 9    |      | 2    | 7    |
| Westmark Trier     | 6    | 4    | 9    |      |      |      |      |      |
| Kölner CfR 1       | 7    | 2    | 1    | 2    |      |      |      |      |
| Kölner SC 99 1     | 8    | 6    | 5    | 9    |      |      |      |      |
| Fortuna Kottenheim | 9    |      |      |      |      |      |      |      |
| Rhenania Köln      | 10   |      |      |      |      |      |      |      |
| Blau-Weiß Köln     |      | 9    |      |      |      |      |      |      |
| 1. FC Idar         |      | 10   |      |      |      |      |      |      |
| Tura 04 Bonn       |      |      | 2    | 8    | 6    | 3    | 3    | 8    |
| TuS Neuendorf      |      |      | 8    | 10   |      | 9    | 6    |      |
| Rhenania Würselen  |      |      |      | 4    | 5    | 4    | 6    |      |
| SV Beuel 06        |      |      |      | 5    | 1    | 8    | 4    | 10   |
| SpVgg Andernach    |      |      |      | 11   |      |      | 5    | 9    |
| Alemannia Aachen   |      |      |      |      | 2    | 10   | 7    |      |
| VfL 99 Köln 1      |      |      |      |      | 3    | 6    | 3    | 1    |
| Kölner BC          |      |      |      |      | 10   |      |      |      |
| SSV Troisdorf      |      |      |      |      |      | 2    | 1    | 5    |
| SG Düren 99        |      |      |      |      |      |      | 5    | 3    |

- 1 En mayo de 1937, SC 99 Köln y CfR  Köln merged to formse fusionan para crear al VfL 99 Köln.